# Vlag van Woerden

Vlag van de gemeente Woerden sinds 2017

Vlag van Woerden (1989-2017)

Vlag van Woerden (1954-1989)

De vlag van Woerden is de gemeentelijke vlag van de Nederlandse gemeente Woerden. Deze vlag werd op 23 februari 2017 aangenomen na een gemeentelijke herindeling uit 2001 en verving een eerdere vlag uit 1989. De vlag naar ontwerp van R. Alkemade, archivaris bij het RHC Rijnstreek en Lopikerwaard is aangemeld bij het nationale vlaggenregister van de Hoge Raad van Adel. De beschrijving luidt: 
Drie banen in de verhouding 2:1:2, waarvan de bovenste en onderste baan van goud en de middelste baan geëchiquetteerd van lazuur en zilver in drie tires. In de broektop drie Andreaskruizen van keel, in de broekhoek een waldhoorn van keel en in de vluchthoek drie lozanjes van keel. Hoogte en lengte in verhouding van 2:3 conform de nationale vlag. 
De verschillen ten opzichte van de voorgaande vlag zijn de toevoeging van een historisch element van de voormalige gemeente Harmelen: drie rode ruiten. Tevens werd het enkele Andreaskruis dat naar het wapen van Kamerik verwees vervangen door drie kruizen.

## Voorgaande vlag (1989)
De vlag is in 1989 na de gemeentelijke herindeling aangenomen als de gemeentelijke vlag. De vlag toont historische elementen van de stad Woerden en de kernen Kamerik en Zegveld.
Op de vlag wordt een Andreaskruis afgebeeld, dat verwijst naar heer van Gaasbeek-van Abcoude. Zelf voerde hij het kruis niet, maar wel het geslacht Van Strijen, waarmee van Gaasbeek gehuwd was. Deze rode kruizen stonden in het oorspronkelijke gemeentewapen van Kamerik. Linksonder staat een posthoorn, die verwijst naar de heren van Seghvelt. Sinds 1816 voert Zegveld twee van deze posthoorns in het wapen.

## Voorgaande vlag (1954)
Op 13 mei 1954 werd de eerste vlag van Woerden aangenomen. Deze bestond uit vier banen van gelijke hoogte in geel, blauw, wit en zwart. Dit waren de kleuren van het gemeentewapen van Woerden.
Opmerking: tot 1989 lag de gemeente Woerden in Zuid-Holland.

## Verwante symbolen

Wapen van Woerden
Wapen van Kamerik
Wapen van Zegveld
Wapen van Harmelen
Vlag van Groot-Waterschap van Woerden

Amersfoort 
· Baarn 
· Bunnik 
· Bunschoten 
· De Bilt 
· De Ronde Venen 
· Eemnes 
· Houten 
· IJsselstein 
· Leusden 
· Lopik 
· Montfoort 
· Nieuwegein 
· Oudewater 
· Renswoude 
· Rhenen 
· Soest 
· Stichtse Vecht 
· Utrecht  
· Utrechtse Heuvelrug 
· Veenendaal 
· Vijfheerenlanden 
· Wijk bij Duurstede 
· Woerden 
· Woudenberg 
· Zeist
Alkemade 
· Ameide 
· Ammerstol 
· Arkel 
· Asperen 
· Benthuizen 
· Bergambacht 
· Bergschenhoek 
· Berkel en Rodenrijs 
· Bernisse 
· Binnenmaas 
· Bleiswijk 
· Bleskensgraaf en Hofwegen
· Bodegraven 
· Boskoop
· Brielle 
· Cromstrijen 
· De Lier 
· Delfshaven 
· Dirksland 
· Everdingen 
· Geervliet 
· Giessenburg 
· Giessenlanden
· Goedereede 
· Goudswaard 
· Graafstroom 
· 's-Gravendeel 
· 's-Gravenzande 
· Groot-Ammers
· Hagestein 
· Haastrecht 
· Hazerswoude 
· Heenvliet 
· Heerjansdam 
· Hei- en Boeicop
· Heinenoord
· Hellevoetsluis 
· Hillegersberg
· Jacobswoude
· Kamerik
· Korendijk
· Koudekerk aan den Rijn
· Krimpen aan de Lek
· Langerak
· Leerdam
· Leidschendam
· Leimuiden
· Lexmond
· Liemeer
· Liesveld
· Maasland
· Middelharnis
· Mijnsheerenland
· Moerhuizen
· Moerkapelle
· Molenwaard
· Monster
· Moordrecht
· Naaldwijk
· Nederlek
· Nieuw-Beijerland
· Nieuwerkerk aan den IJssel
· Nieuw-Lekkerland
· Nieuwpoort
· Nieuwveen
· Noordwijkerhout
· Nootdorp
· Numansdorp
· Oostflakkee
· Oostvoorne
· Oud-Alblas
· Oud-Beijerland 
· Oude-Tonge 
· Oudenhoorn 
· Ouderkerk 
· Ouderkerk aan den IJssel
· Overschie
· Piershil 
· Pijnacker 
· Poortugaal 
· Puttershoek 
· Reeuwijk 
· Rhoon 
· Rijnsaterwoude 
· Rijnsburg 
· Rijnwoude 
· Rockanje 
· Rozenburg 
· Sassenheim 
· Schelluinen 
· Schipluiden 
· Schoonhoven 
· Schoonrewoerd 
· Sommelsdijk 
· Spijkenisse 
· Streefkerk 
· Strijen 
· Ter Aar 
· Valkenburg 
· Vianen 
· Vierpolders 
· Vlist 
· Voorburg 
· Voorhout 
· Warmond 
· Wateringen 
· Westmaas 
· Westvoorne 
· Woerden 
· Woubrugge 
· Zederik 
· Zevenhoven 
· Zevenhuizen 
· Zevenhuizen-Moerkapelle 
· Zuid-Beijerland 
· Zuidland 
· Zwammerdam 
· Zwartewaal